# Sirope (álbum de Alejandro Sanz)
Sirope es el décimo álbum de estudio del cantautor español Alejandro Sanz. Salió al mercado el 4 de mayo de 2015 para la compañía Universal Music y fue coproducido junto con el productor argentino Sebastián Krys, quien ha trabajado con Ricky Martin, Shakira, Gloria Estefan, entre otros.
El álbum refleja el nuevo horizonte artístico del artista y un nuevo sonido pop en español. Arrasando en las listas ventas en España y varios países de Latinoamérica.
El título, según el autor, significa que «el sirope es almíbar y jarabe, te endulza y te cura», detallando las claves que se esconden en las canciones del disco. Sirope supone un cambio de sonido en su carrera. “Quería salir de mi forma de confort y por eso me quería meter en este punto funky”.
El concepto musical de las canciones de Sirope, según el cantante, se define como una mezcla equilibrada de pop, rock, funk, y el tono flamenco de su voz. Influido por la música afroamericana, por los ritmos negros y por las jams sessions realizadas junto a artistas de la talla de Lenny Kravitz, Maná o Antonio Carmona en Miami. Alejandro demuestra su versátilidad en la variedad de sonidos en temas como, "A mi no me importa", "Tú La Necesitas" o en la maravillosa "El Silencio de Los Cuervos".
Inclusive logra la colaboración de Juan Luis Guerra. “Quería sacarle de la bachata y el merengue y todo su territorio. Además, la letra de "Suena la pelota" tiene que ver mucho con él. Es un tipo como dice uno de los versos de la canción que se toma la felicidad muy en serio”.
Como primer aperitivo, fue extraído de este disco el sencillo Un zombie a la intemperie había sido presentado el 2 de marzo de 2015. Debutó en el 1er puesto en iTunes España así como en otros 14 países latinoamericanos y en US Latin. En abril de 2015 ratificó su actual posición en la lista de ventas Top 200 de Canciones de España.
El videoclip oficial del sencillo superó 2 millones de reproducciones en YouTube - Vevo tan sólo diez días después de su estreno, según informó la agencia de management RLM. Se trata de una pieza audiovisual dirigida por Rubén Martín y que cuenta con las conocidas actrices españolas Inma Cuesta y Marta Etura.
El segundo sencillo fue la canción A que no me dejas un medio tiempo alternado con mariachi, además de la versión original, fue lanzada junto con el cantante mexicano Alejandro Fernández.
El tercer sencillo extraído fue "Capitán Tapón" un mid-temp dedicado a su hijo Dylan, producido junto a Krys.
“Sebastián es una enciclopedia musical. Me venía muy bien encontrar a alguien que pudiera entender y reproducir lo que yo había hecho durante ocho meses solo”. Sobre la razón por la cual decidió hacerlo así, comenta que “El problema que hay en los discos es que participa mucha gente. Cada uno va aportando su granito de arena y, cuando te quieres dar cuenta, tienes una montaña que no te pertenece”.
Además, Sanz es el autor y compositor de todas las canciones.
El álbum ganó el Grammy Latino a Mejor álbum pop contemporáneo en la entrega 2015. Además ese mismo año el productor de ese mismo disco Sebastián Krys Los temas "A que no me dejas" y "Pero Tú" sirvieron como temas principales de la telenovela mexicana A que no me dejas producida por Televisa, ganando el premio TVyNovelas al mejor tema musical por "A que no me dejas". En LOS40 Music Awards ganó dos premios a Mejor Álbum por Sirope y a mejor gira por Sirope Vivo.

## Lista de canciones
Todas las canciones escritas y compuestas por Alejandro Sanz. 
| N.º | Título                                   | Productor(es)    | Duración |  |
| 1.  | «A mí no me importa»                     | A. Sanz, S. Krys | 3:10     |  |
| 2.  | «Capitán Tapón»                          | A. Sanz, S. Krys | 4:42     |  |
| 3.  | «Pero tú»                                | A. Sanz, S. Krys | 4:42     |  |
| 4.  | «La guarida del calor»                   | A. Sanz, S. Krys | 3:48     |  |
| 5.  | «Tú la necesitas»                        | A. Sanz, S. Krys | 4:11     |  |
| 6.  | «Un zombie a la intemperie»              | A. Sanz, S. Krys | 5:01     |  |
| 7.  | «Todo huele a ti»                        | A. Sanz, S. Krys | 4:20     |  |
| 8.  | «No madura el coco»                      | A. Sanz, S. Krys | 5:01     |  |
| 9.  | «La vida que respira»                    | A. Sanz, S. Krys | 4:48     |  |
| 10. | «Suena la pelota» (con Juan Luis Guerra) | A. Sanz, S. Krys | 4:01     |  |
| 11. | «A que no me dejas»                      | A. Sanz, S. Krys | 5:21     |  |
| 12. | «El silencio de los cuervos»             | A. Sanz, S. Krys | 4:34     |  |
| 13. | «El club de la verdad»                   | A. Sanz, S. Krys | 5:19     |  |

## Créditos
Producción: Universal Music Spain dirigida y realizada por Alejandro Sanz y Sebastian Krys. 

Producido por: Alejandro Sanz y Sebastian Krys.
 
Ingeniería y mezcla: Sebastian Krys excepto 6, 11 y 12 mezclado por Rafa Sardina y Sebastian Krys

Ingeniería adicional: Andres Torres, Armando Ávila, Juan Carlos Miguel y Pepe Ortega.

Asistentes de ingeniería: Andres Torres, Rouble Kapoor, Brendan Dakora, Andy Ford, David Reyes y Alberto Rodríguez.

Masterizado por: Tom Coyne en Sterling Mastering Ny, New York.

Productores ejecutivos: Sebastian Krys y Miguel Bethancourt RLM.

Fotografía / dirección de arte: Rubén Martín

Diseño gráfico: Francesc Freixes

Peluquería: Andrea Battista

Maquillaje: Fiorela Viloria

Estilista: Lissandra Giangrandi

Vestuario: Sebastien James

## Sencillos
- Un zombie a la intemperie
- A que no me dejas
- Capitán Tapón

## Posicionamiento en listas
| Listas (2015)     | Mejor posición |
| ----------------- | -------------- |
| Argentina (CAPIF) | 1              |

## Certificaciones de ventas
- ES: 5x  +200,000
- MÉX: 3x +180,000
- COL: 3x  +60,000
- USA:  +50,000
- URU:  +4,000
- VN: 2x  +20,000
- PR: 4x  +45,500